# Gloeophyllales
Gloeophyllales é uma ordem de fungos lignolíticos definida filogeneticamente, caracterizada pela capacidade de causar podridão seca da madeira. Inclui uma só família, definida do mesmo modo, Gloeophyllaceae, na qual se incluem os géneros Gloeophyllum,  Neolentinus, Heliocybe, e Veluticeps.